# Alexander Jeremejeff
Alexander Thomas Jeremejeff (Kungsbacka, 12 ottobre 1993) è un calciatore svedese, attaccante del Panathīnaïkos.

## Carriera

### Club
Tra il 2011 ed il 2012 ha messo a referto qualche sporadica apparizione in Division 1 nel club in cui è cresciuto, l'Örgryte.
Nel 2013 ha giocato nella stessa categoria ma con la maglia del Qviding, con cui si è messo in mostra segnando 14 gol in 21 presenze. Il BK Häcken, militante in Allsvenskan, ha deciso di acquistarlo facendolo così esordire nella massima serie. Nel 2014 ha giocato 17 partite di campionato, di cui 8 dal primo minuto. Alla penultima giornata contro il Gefle ha riportato una frattura alla gamba destra che lo ha poi condizionato anche nelle prime giornate del campionato successivo. Inoltre, uno strappo alla coscia lo ha tenuto fuori causa per tutto il mese di agosto 2015. Chiude la Allsvenskan 2015 con 13 presenze e 6 reti all'attivo.
Jeremejeff ha iniziato anche il campionato 2016 all'Häcken, ma nella sessione estiva di mercato è stato acquistato dal Malmö FF, con cui ha firmato un contratto valido fino al termine della stagione 2019. Quando ha giocato è spesso partito titolare: in due anni ha collezionato complessivamente 48 presenze in Allsvenskan e segnato 11 gol, contribuendo alla conquista di due titoli nazionali. Nell'estate del 2018, complici gli arrivi al Malmö di Marcus Antonsson e di Guillermo Molins per far fronte a una classifica non di vertice e vista anche la contemporanea presenza in rosa degli attaccanti Markus Rosenberg e Carlos Strandberg, Jeremejeff è stato ceduto a titolo definitivo all'Häcken, la sua vecchia squadra.
Il 13 agosto 2019 è stato acquistato per circa un milione di euro dai tedeschi della Dinamo Dresda, militanti in 2. Bundesliga All'esordio ufficiale con i gialloneri ha realizzato una rete nella vittoria casalinga per 2-1 contro l'Heidenheim. Nell'arco di quel campionato, Jeremejeff ha totalizzato 23 presenze e 4 reti, ma la squadra ha chiuso all'ultimo posto in classifica ed è retrocessa in 3. Liga. Nella stagione successiva, a partire dall'agosto del 2020, Jeremejeff è stato girato in prestito agli olandesi del Twente, con un accordo valido fino al 30 giugno 2021 che prevede anche un'opzione per un eventuale acquisto a titolo definitivo. Qui ha segnato un gol in 9 partite di Eredivisie, senza mai partire titolare.
Il 31 dicembre 2020 è stato ufficializzato il suo nuovo ritorno all'Häcken con un contratto triennale, per iniziare la sua terza parentesi personale con il club. Stando ai media tedeschi, l'acquisto del suo cartellino sarebbe costato all'Häcken 400.000 euro. Nell'Allsvenskan 2021 ha contribuito al raggiungimento della salvezza con un apporto di 11 reti in 27 partite. L'anno seguente si è reso protagonista della cavalcata che ha portato l'Häcken ad essere campione di Svezia per la prima volta nella storia, con i suoi 22 gol in 27 presenze che gli sono valsi i riconoscimenti di capocannoniere, di miglior attaccante e di miglior giocatore di quell'edizione dell'Allsvenskan.
Una clausola presente nel suo contratto gli ha permesso di essere acquistato dai greci del Panathīnaïkos nel gennaio 2023 per la cifra di 3 milioni di corone svedesi, poco meno di 300.000 euro. Allo stesso tempo, prima di schierare Jeremejeff, il club ateniese ha preferito girare temporaneamente il giocatore in prestito al Levadeiakos.

### Nazionale
Ha giocato nella nazionale svedese.

## Palmarès

### Club
- Campionato svedese: 3

Malmö: 2016, 2017
Häcken: 2022
- Coppa di Svezia: 2

Häcken: 2015-2016, 2018-2019
- Coppa di Grecia: 1

Panathinaikos: 2023-2024

### Individuale
- Capocannoniere dell'Allsvenskan: 1

2022 (22 gol)